# Миура, Ацухиро
Ацухиро Миура (яп. 三浦 淳宏 Миура Ацухиро, род. 24 июля 1974[…], Оита) — японский футбольный полузащитник; тренер.

## Карьера
На протяжении своей футбольной карьеры выступал за клубы «Иокогама Флюгельс», «Иокогама Ф. Маринос», «Токио Верди», «Виссел Кобе», «Иокогама».

## Национальная сборная
С 1999 по 2005 год сыграл за национальную сборную Японии 25 матчей, в которых забил 1 гол.

## Статистика за сборную
| Сборная Японии | Сборная Японии | Сборная Японии |
| Год            | Матчи          | Голы           |
| -------------- | -------------- | -------------- |
| 1999           | 5              | 1              |
| 2000           | 8              | 0              |
| 2001           | 3              | 0              |
| 2002           | 0              | 0              |
| 2003           | 1              | 0              |
| 2004           | 6              | 0              |
| 2005           | 2              | 0              |
| Итого          | 25             | 1              |

## Достижения

### Сборная
- Кубка Азии: 2000, 2004

### Командные
- Кубок Императора: 1998, 2004